# Abbatiale Saint-Chaffre du Monastier-sur-Gazeille
L'abbatiale Saint-Chaffre du Monastier-sur-Gazeille est une abbatiale située à Monastier-sur-Gazeille dans le département de la Haute-Loire.
L'ancienne église abbatiale est classée au titre des monuments historiques par la liste de 1840.

## Histoire
Au VIe siècle, un seigneur gallo-romain nommé Calminius (Calmin) — d'où le nom de Calminiacum (Calminiac ou Calmel) donné à l'origine au Monastier — vint vivre en ermite au lieu-dit « le Villars »,  selon les principes inspirés par saint Martin de Tours de « rechercher la solitude ». Il se constitua vraisemblablement autour de lui une petite communauté qui a peut-être vécu quelque temps dans des grottes situées au-dessus du bourg actuel. Au VIIe siècle, sous l'influence de saint Eudes, puis de son neveu Théofrède qui devient saint Chaffre, la communauté se tourne vers le monachisme provençal des îles de Lérins en Méditerranée. Le monastère n'adopte la règle bénédictine qu'en 817.
En deux siècles, trois églises sont construites, qui s'effondrent à cause de l'instabilité du terrain, dont la « grande église » de l'abbé Vulfade dont il ne reste que quelques vestiges. L'église actuelle est construite à partir de 1074 sous l'abbé Guillaume III. Les travaux sont continués par Guillaume IV qui fait aussi écrire le cartulaire de l'abbaye, source de bon nombre des connaissances à ce jour. À partir de cette date, le monastère prend une ampleur considérable possédant jusqu'à 235 dépendances à l'ouest et à l'est du Rhône jusqu'en Italie. Au XVe siècle, le chœur de l'église s'effondre et est reconstruit dans le mode gothique par les abbés Vital Hérailh puis François d'Estaing, conseiller du roi Charles VIII. À la fin du XVIe siècle, l'abbaye perd son autonomie par son rattachement à l'abbaye de Cluny. Elle est définitivement fermée en 1787.
Aujourd'hui, l'église abbatiale reste un des plus beaux exemples de l'art roman en Auvergne par sa façade polychrome et sa frise sommitale unique. Son orgue de 1518, commandé par Gaspard de Tournon et restauré en 1985 par l'atelier de facture d'orgues Giroud (Bernin, Isère), est l'un des plus vieux d'Europe.

## Propriétés et revenus

### Abbayes, prieurés et cures

#### Abbayes
- Abbaye Saint-Geniès-des-Mourgues, abbaye de moniales bénédictines. En 1657, elle est agrégée à l'abbaye Saint-Chaffre du Monastier-sur-Gazeille[3].